# Surma Poznań
Surma Poznań – KS Surma Poznań, założony w 1929 roku, przy poznańskim magistracie, jako wielosekcyjny klub sportowy z siedzibą w Poznaniu. 

## Historia
Przed wojną był jednym z najsilniejszych klubów Poznania, w okresie szczytowym liczył ok. 1500 członków. Jego powojenna reaktywacja nastąpiła szybko, bo już 24 czerwca 1945 roku. 19 listopada 1946 roku, zarząd Surmy zgłosiła akces do Związku Zawodowego Pracowników Samorządu Terytorialnego i Instytucji Użyteczności Publicznej – Oddział II. W  lutym 1949 nastąpiło wcielenie Surmy do Zrzeszenia Sportowego Ogniwo, a klub ostatecznie stracił samodzielność. Surma działała jako Związkowy Klub Pracowników Zarządu Miejskiego w Poznaniu. Krótko potem, 16 marca 1949 r., sześć poznańskich klubów: Surma, Legia, Tramwajarz, Naprzód, Skarbowiec, i Nurt uległo odgórnie przeprowadzonej „komasacji” – powstał Związkowy Klub Sportowy (ZKS) Ogniwo, a w miejsce klubu przy poznańskim Prezydium Miejskiej Rady Narodowej utworzono Koło Sportowe ZS Ogniwo nr 1. Pierwszym prezesem wybrano Z. Kosmowskiego, barwy klubu żółto-czerwone. KS Surma powrócił do dawnej nazwy w 1957 roku. 
W 1965 w Surmie rozwiązano sekcję piłki nożnej, a jej 24 zawodników przeszło do KS Posnania.

## Sekcje
- łucznictwo
- piłka nożna od 1929 do lat 60. XX wieku (rozwiązana)
- brydż – Mistrz Poznania w 1957 roku (rozwiązana)
- kajakarstwo (rozwiązana)
- szermierka (rozwiązana)
- tenis (rozwiązana)
- gimnastyka sportowa (rozwiązana)